# イケル・ポソ
イケル・ポソ・ラ・ロサ（スペイン語: Iker Pozo la Rosa、2000年8月6日 - ）は、スペインのサッカー選手。ポジションはMF。

## クラブ歴
レアル・マドリードの下部組織に在籍していたが、2012年の始めに兄とともにマンチェスター・シティ EDSに引き抜かれた。
2020年夏にエールステ・ディヴィジのFCアイントホーフェンに期限付き移籍。8月28日に選手初出場を記録すると、9月29日に初得点を記録した。
2022年2月、HNKリエカに期限付き移籍したが、膝の怪我のため試合に出場することはできずに退団した。
2023年2月、HNKシベニクに移籍。

## 家族
兄のホセ・アンヘル・ポソもサッカー選手。